# Lijst van burgemeesters van Veen
Dit is een lijst van burgemeesters van de voormalige Nederlandse gemeente Veen tot die gemeente in 1973 fuseerde met Wijk en Aalburg en Eethen tot de gemeente Aalburg.
| Ambtsperiode | Naam burgemeester                       | Partij of stroming | Bijzonderheden |
| ------------ | --------------------------------------- | ------------------ | --- |
| 1813 - 1848  | R. Ambrosius                            |                    | maire/schout/burgemeester |
| 1848 - 1852  | A. Duijser                              |                    | |
| 1852 - 1874  | B. Pullen                               |                    | tevens burgemeester van Wijk en Aalburg                                                                                              |
| 1874 - 1897  | Johannes van Doveren (1821-1897)        |                    | tevens burgemeester van Wijk en Aalburg                                                                                              |
| 1898 - 1932  | Roelof Johannes van Doveren (1859-1936) |                    | tevens burgemeester van Wijk en Aalburg; zoon van Johannes                                                                           |
| 1932 - 1957  | C.B.J. Landweer                         | ARP                | tevens burgemeester van Wijk en Aalburg, later burgemeester van Rijssen                                                              |
| 1958 - 1973  | Willem Frederik van Dijk                | ARP                | tevens burgemeester van Wijk en Aalburg en vanaf 1965 ook van Eethen; vanaf 1 januari 1973 burgemeester van de fusiegemeente Aalburg |